# Edgar Tekere

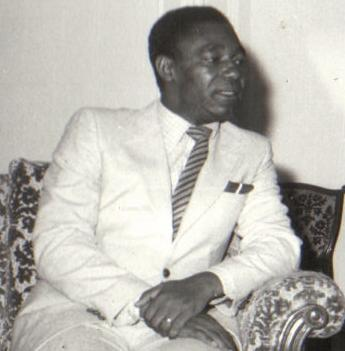
Edgar Tekere (1979)

Edgar „Mukoma“ Zivanai Tekere (* 1. April 1937 in Nyang’ombe, Rhodesien; † 7. Juni 2011 in Mutare, Manicaland, Simbabwe) war ein simbabwischer Politiker, der sich wegen seines Einsatzes zur Beendigung der Vorherrschaft Großbritanniens in Rhodesien und dessen Souveränität zehn Jahre in Haft befand und später erfolglos eine Einschränkung der politischen Vorherrschaft des seit 1980 amtierenden Präsidenten Robert Mugabes im unabhängig gewordenen Simbabwe forderte.

## Leben

### Gefolgsmann Mugabes und Unabhängigkeitskämpfer
1963 half Tekere bei der Gründung der Zimbabwe African National Union (ZANU) in Rhodesien. Nach dem Verbot der Partei 1964 wurden Tekere, Leopold Takawira und der damalige Generalsekretär der ZANU Robert Mugabe von der Regierung des Premierministers von Rhodesien, Ian Smith, festgenommen, wonach beiden der Aufbau einer schwarzen Mehrheitsregierung vorgeworfen wurde. Nach der Freilassung gingen Mugabe und Tekere im November 1964 ins Exil nach Mosambik, das zu dieser Zeit zu einer Basis für den afrikanischen Unabhängigkeitskrieg von Guerillas wurde. Dort engagierte er sich in der Folgezeit unter dem Spitznamen „Mukoma“ auch im Unabhängigkeitskampf und trat Mitte der 1970er Jahre auch häufiger als Gastredner bei Veranstaltungen des Kommunistischen Bundes Westdeutschland (KBW) auf.
Er gehörte zur Delegation um Robert Mugabe, die am 21. Dezember 1979 das Lancaster-House-Abkommen unterzeichnete und damit die Grundlage für die Souveränität Simbabwes begründete.
Nach der Unabhängigkeit von Großbritannien am 18. April 1980 wurde Tekere als militanter als Mugabe angesehen, der sich zu der Zeit für eine Versöhnung mit der weißen Bevölkerungsminderheit aussprach. Für die Unabhängigkeitsfeierlichkeiten organisierte er in Harare ein Konzert mit Bob Marley, dessen Musik die Befreiungskämpfer laut Tekere inspiriert hätten, und an dem 100.000 Besucher teilnahmen. Tekere wurde von Mugabe zum Minister für Arbeitskräfte in die erste Regierung Simbabwes berufen und war daneben auch Generalsekretär der ZANU. Wenige Monate später wurde ihm und einem Bodyguard vorgeworfen, einen weißen Farmmanager ermordet zu haben. Allerdings musste er aufgrund eines noch unter der Regierung von Smith erlassenen Gesetzes entlassen werden, das den Schutz von Kabinettsmitgliedern vor strafrechtlicher Verfolgung gewährte, wenn diese im Glauben handelten, terroristische Anschläge zu verhindern. Dennoch wurde Tekere als Minister entlassen und wurde zunehmend zu einem Kritiker der öffentlichen Korruption, die die Herrschaft Mugabes bestimmte. Später gab er den Mord an dem weißen Farmer jedoch zu.

### Kritiker Mugabes und Nationalheld
1988 wurde er aus der ZANU-PF ausgeschlossen, der Nachfolgerin der ZANU nach der Vereinigung mit der Zimbabwe African People’s Union (ZAPU) von Joshua Nkomo. Kurz darauf gründete er eine eigene Partei und bewarb sich für diese bei den Präsidentschaftswahlen 1990, bei denen er allerdings gegen Mugabe unterlag.
In seinem 2007 erschienenen Memoiren warf Tekere Mugabe vor eine Nation aufgebaut zu haben, deren Menschen „weitgehend in Angst vor der eigenen Regierung lebten, vor einer staatlichen Maschinerie, die aus Befreiungskräften entstanden ist, aber nun, bedauerlicherweise, stärker mit Rücksichtslosigkeit und nackter Gewalt verbunden ist“ (‚...live mostly in fear of their own government, of a state machinery, born out of the forces of liberation, but now, regrettably, more associated with ruthlessness and naked force‘). Er selbst akzeptierte seinen Teil der Verantwortung für die Fehler seiner Generation, Institutionen aufzubauen, die die Demokratie zu schützen hätten.
Tekere, der sich seit September 2010 zur Behandlung in einem Privatkrankenhaus in Harare befand, starb an Prostatakrebs. Nach seinem Tode wurde Tekere von Mugabe und der ZANU-PF in staatlichen Presseorganen gewürdigt. Mugabe führte aus, dass Tekeres Tod ihm Erinnerungen zurückgebracht hätte „an unsere Flucht aus Rhodesien um tausenden und aber tausenden jungen zimbabwischen Kämpfern beizutreten, die in zahlreichen Lagern in Mosambik lebten.“ Unabhängig vom bösen Blut zwischen ihnen beschrieb Mugabe Tekere als „furchtlos und höchst temperamentvoll“. Die herrschende ZANU-PF erklärte Tekere am 9. Juni 2011 postum zum Nationalhelden, woraufhin seine Beisetzung auf dem Ehrenfriedhof Heroes Acre in Harare erfolgte. Diese Beisetzung wurde durch seine Familie genehmigt, wobei er selbst über viele Jahre erklärt hatte, dass er nicht „unter Dieben und Mördern“ auf dem Heroes Acre beigesetzt werden wollte.